# Jet (astrophysique)
Pour les articles homonymes, voir jet.
Un jet astrophysique (ci-après « jet ») est un phénomène très souvent observé en astronomie, lorsque des nuages de matière se forment le long de l’axe de rotation d’un objet compact. Alors que les jets sont toujours le sujet de recherches en cours pour comprendre leur formation et leur fonctionnement, les deux hypothèses les plus probables de leur origine sont les interactions dynamiques à l’intérieur d’un disque d'accrétion, ou un procédé en lien avec un objet central très dense (tel qu’un trou noir ou une étoile à neutrons). Lorsque la matière est éjectée à une vitesse proche de la vitesse de la lumière, ces objets sont appelés « jets relativistes », à cause des effets importants de la relativité restreinte. Les plus grands jets sont ceux qui proviennent des trous noirs dans les galaxies actives telles que les quasars ou les radiogalaxies. D'autres systèmes peuvent également abriter des jets tels que les étoiles variables cataclysmiques, les binaires X et les étoiles variables de type T Tauri. Les objets de Herbig-Haro sont générés par les interactions des jets dans le milieu interstellaire. Les jets bipolaires ou jets peuvent aussi être liés aux proto-étoiles (jeunes étoiles en formation), ou aux étoiles évoluées appelées protonébuleuses planétaires (souvent sous la forme de nébuleuses bipolaires).
Beaucoup d’objets stellaires qui ont des disques d’accrétion possèdent des jets, mais ceux qui proviennent de trous noirs supermassifs sont en règle générale les plus rapides et les plus actifs. Alors qu'on ignore encore comment les disques d’accrétion accélèrent les jets ou produisent du plasma électron-positron, on pense qu’ils génèrent des champs magnétiques emmêlés qui accélèrent et concentrent les jets. L’hydrodynamique de la Tuyère de Laval donne un indice sur les mécanismes concernés.

## Jets relativistes
Les jets relativistes sont des jets très puissants de plasma qui atteignent des vitesses proches de la vitesse de la lumière et qui sont émis par les trous noirs centraux de quelques galaxies actives (en particulier les radiogalaxies et les quasars), les trous noirs stellaires, et les étoiles à neutrons. Leur longueur peut atteindre plusieurs milliers et même plusieurs centaines de milliers d’années-lumière, le record étant de près d'1,5 million d’années-lumière. Si la vitesse du jet est proche de la vitesse de la lumière, les effets de la relativité restreinte spécifique sont considérables ; par exemple, le rayonnement relativiste (en) changera la luminosité apparente du rayon (voir les jets « unilatéraux » ci-dessous). Les mécaniques à l’origine de ces deux créations de jets, et de la composition des jets sont toujours sujets à de nombreux débats au sein de la communauté scientifique. La composition d’un jet peut varier, certaines études favorisent un schéma dans lequel les jets seraient composés d’un mélange électriquement neutre de noyaux, d’électrons, et de positrons, alors que d’autres seraient uniformément constitués de plasma électron-positron,.

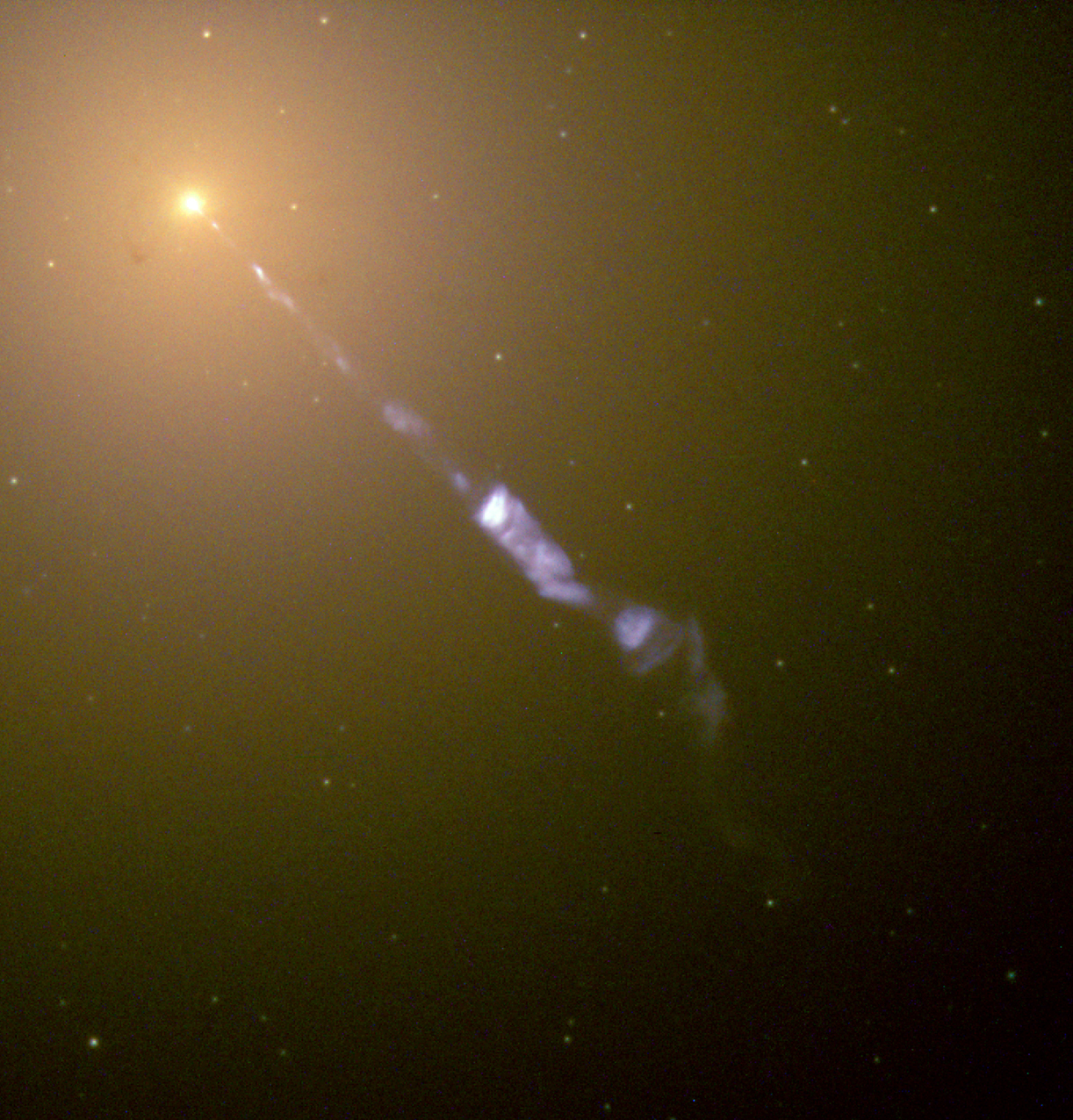
Messier 87 émettant un jet relativiste, observé par le télescope Hubble.

Les trous noirs massifs au centre des galaxies possèdent les jets les plus puissants. Des jets similaires bien plus petits se développent à partir d’étoiles à neutrons et de trous noirs stellaires. Ces systèmes sont souvent appelés microquasars. Prenons l’exemple du système SS 433, dont le jet a été observé atteignant une vitesse de 0,23 c, bien que d’autres microquasars atteignent des vitesses de jet bien plus grandes (mais pas encore mesurées). Des jets plus faibles et moins relativistes peuvent être liés à beaucoup de systèmes binaires, le mécanisme d’accélération de ces jets peut être similaire au procédé de reconnexion magnétique observé dans la magnétosphère de la Terre ainsi que dans le vent solaire.
L’hypothèse principale qui existe en astrophysique est que la formation des jets relativistes est la clé qui permet d’expliquer la production de sursauts de rayons gamma (ou SRG). Ces jets ont un facteur de Lorentz de ~100 ou plus (c’est-à-dire, une vitesse de plus de 0,99995 c environ), ce qui fait d’eux les objets célestes les plus rapides connus à ce jour.

## Composition des jets
L’une des meilleures approches pour observer les mécanismes qui produisent les jets est de déterminer la composition d’un jet sur un rayon directement observable. La plupart des observations et des analyses montrent que les jets sont composés principalement de plasma électron-positron,,.
La trace de noyaux balayés dans un jet relativiste d’électrons-positron devrait dégager beaucoup d’énergie, puisque ces noyaux plus lourds atteignent une vitesse égale à la vitesse des positrons et des électrons.
La production de rayons d’électrons-positrons de 5 MeV en laboratoire permet d’étudier des aspects tels que l’effet de choc des SRG et la manière dont les différentes particules interagissent avec et à l’intérieur des rayons relativistes d’électrons-positrons (par exemple, comment les rayons d’électrons-positrons se rejoignent).

## La rotation en tant que source d’énergie possible
À cause de l’énorme quantité d’énergie nécessaire à la propulsion d’un jet relativiste, on pense que certains jets sont propulsés par la force de rotation des trous noirs. Il existe deux théories très connues sur la manière dont l’énergie est transférée du trou noir au jet.
- Mécanisme de Blandford–Znajek (en)[14]. Il s’agit de la théorie la plus populaire pour l’extraction d’énergie d’un trou noir central. Les champs magnétiques autour d’un disque d’accrétion sont entrainés par la rotation du trou noir. La matière relativiste serait propulsée par le resserrement des lignes du champ.
- Le processus de Penrose[15]. Il s’agit d’extraire de l’énergie d’un trou noir par le biais de l’effet Lense-Thirring. Cette théorie s’est avérée par la suite capable d’extraire de l’énergie relativiste des particules ainsi que son dynamisme[16], et par conséquent s’est montrée possible pour la formation des jets[17].

## Jets relativistes d’étoiles à neutrons

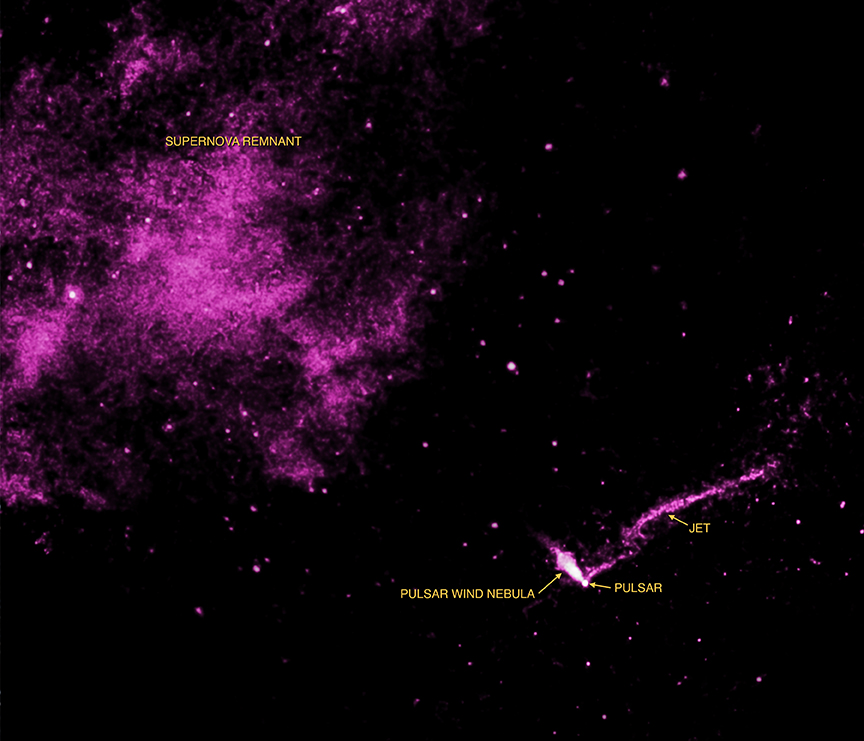
Le pulsar dont l’origine réside dans les vestiges d’une supernova, d’une nébuleuse et d’un jet.

Les jets peuvent aussi être observés à partir d’étoiles à neutrons tel que le pulsar IGR J11014-6103 (en), qui produit le plus grand jet observé dans notre Galaxie, la Voie lactée. Ce jet peut être observé aux rayons X et n’a pas de signature radio. Le jet d’IGR J11014-6103 (en) a une vitesse estimée à 0,8 c. Il n’est pas inscrit dans la dernière liste des AMXP (Pulsars observés aux rayons X) et aucun accroissement de matière n’a été observé,,,. On pensait que cette étoile tournait rapidement, mais des mesures effectuées après cette supposition ont montré que sa vitesse de rotation n’est que de 15,9 Hz,. Cette vitesse de rotation plutôt lente ainsi que le manque d’accrétion de matière suggèrent que ce jet d’électrons-positron de 0,8 c n’est pas alimenté par la rotation, ni par l’accrétion. Sur l’illustration, le jet aligné sur l’axe de rotation du pulsar, est perpendiculaire à la trajectoire du pulsar et s’étend à plus de 37 années-lumière (dix fois la distance allant de notre soleil à l’étoile la plus proche de celui-ci). Curieusement, de grands nuages de plasma d’électrons-positron sont parfois observés à proximité d’étoiles à neutrons ordinaires qui ne possèdent pas de jets.
Alors qu’IGR J11014-6103 ne possède pas de disque d’accrétion ni d’horizon, son jet de 0,8 c ne peut être alimenté par des processus développés dans la rubrique précédente.

## Autres illustrations

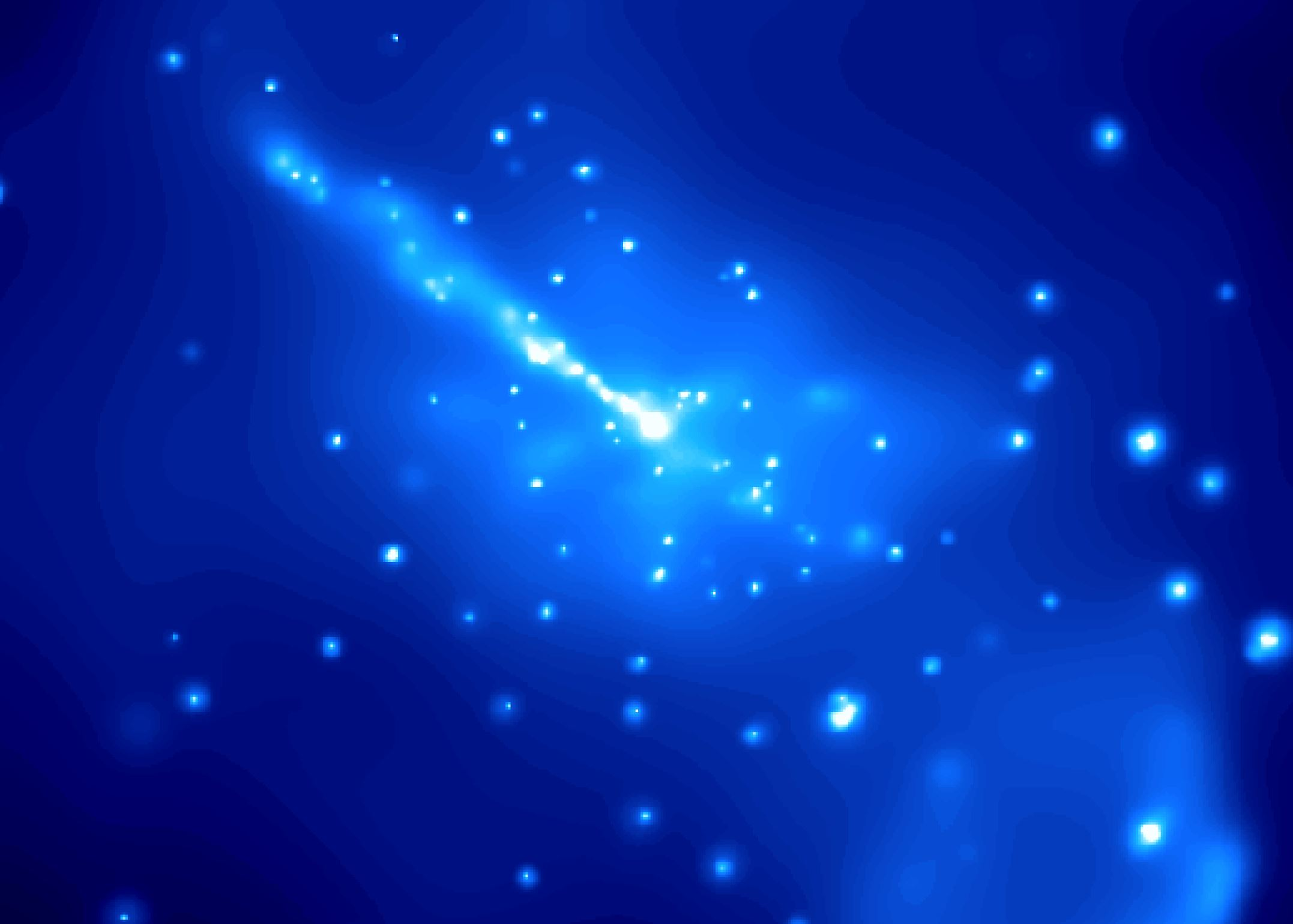
Centaurus A observée aux rayons X révélant son jet relativiste.
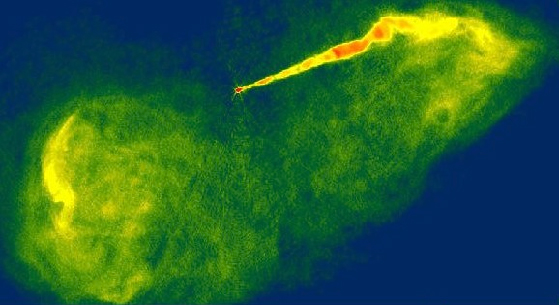
Le jet de M87 observé par le radiotélescope Karl G. Jansky Very Large Array par onde radio (le champ de vision est plus grand et tourné par rapport à l’image précédente)
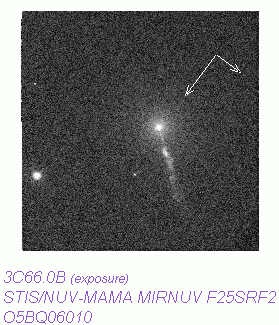
Image d’archive de Hubble du jet relativiste de 3C 66B (en) dans le proche UV
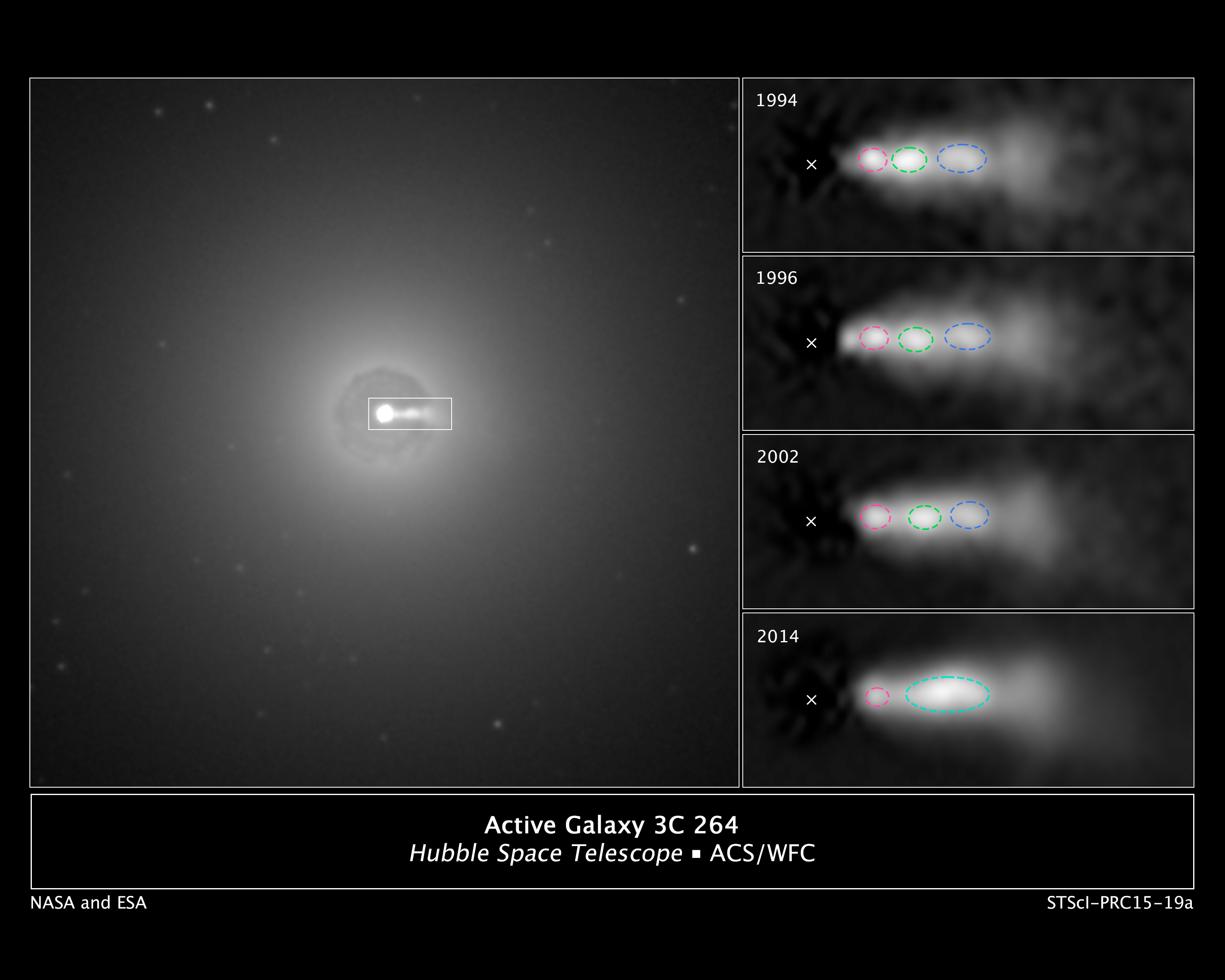
Dans la Galaxie NGC 3862, un jet extragalactique de matière projeté à une vitesse proche de la vitesse de la lumière peut être observé dans un angle particulier[26].

### Vidéos
- Hubble Video Shows Shock Collision inside Black Hole Jet (Article)